# Friedrich Zagel
Friedrich Zagel (* 15. August 1893 in Schnabelwaid im Landkreis Bayreuth; † 19. April 1979 in München) war ein deutscher Landrat.

## Leben
Nach dem Besuch des Gymnasiums Bayreuth – mit zwischenzeitlichem freiwilligem Kriegsdienst von August 1914 bis April 1918 – absolvierte Friedrich Zagel ein Studium der Rechtswissenschaften an der Friedrich-Alexander-Universität Erlangen-Nürnberg. Er war Mitglied der Burschenschaft der Bubenreuther Erlangen. An der Ludwig-Maximilians-Universität München promovierte er am 10. September 1922 mit der Dissertation Die neueste Gestaltung des Rechtes der Enteignung von unbeweglichem Eigentum in Bayern zum Dr. jur. Nach Tätigkeiten bei den Regierungen von Oberbayern, Mittelfranken und Oberfranken wurde er am 1. Januar 1938 zum Landrat von Schwabach ernannt. In diesem Amt blieb er, unterbrochen durch den Kriegsdienst, bis zum Oktober 1941. Er wechselte zum Landratsamt Passau, wo er bis zu seiner Amtsenthebung im Juli 1945 die Verwaltung leitete. Im Entnazifizierungsverfahren wurde er am 11. Mai 1948 entlastet und vom 1. Dezember 1948 an als Richter am Verwaltungsgericht Regensburg eingesetzt. 1952 wechselte er zum Verwaltungsgericht München, wo er 1954 Verwaltungsgerichtsdirektor und zum 1. September 1958 in den Ruhestand verabschiedet wurde.
Zagel war von 1933 bis 1936 Mitglied der SA-Reserve. In die NSDAP trat er zum 1. Mai 1935 ein und war im Jahre 1936 Kreisstellenleiter.